# Avenue du Général-de-Gaulle (La Garenne-Colombes)
Pour les articles homonymes, voir Avenue du Général-de-Gaulle.
L'avenue du Général-de-Gaulle est une voie de communication située à La Garenne-Colombes, dans les Hauts-de-Seine, en France.

## Situation et accès

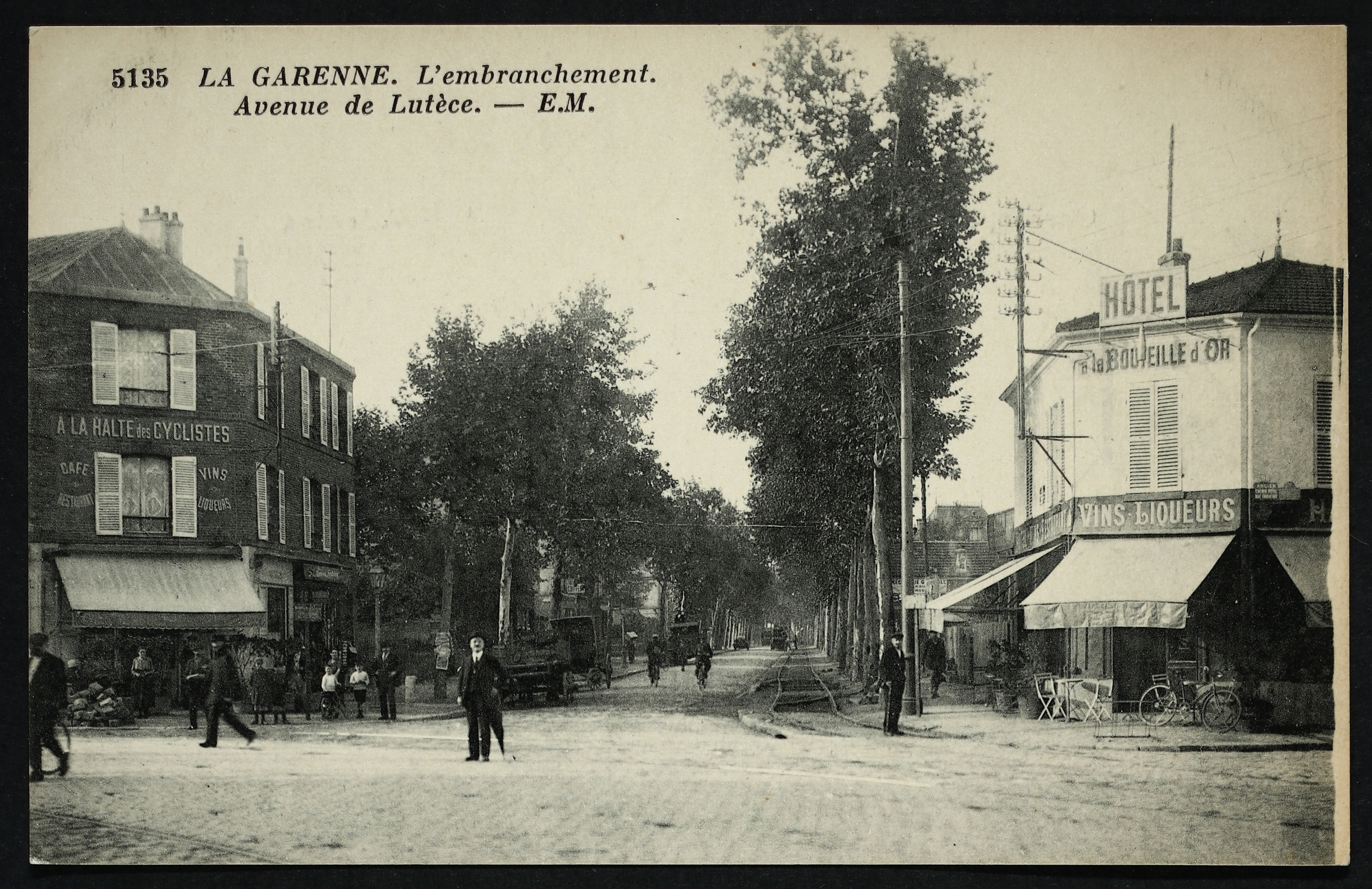
Carte postale: L'embranchement, avenue de Lutèce, début du XXe siècle.

Cette voie suit le tracé de la route départementale 106.
Partant du rond-point de l'Europe au sud, elle croise la rue Sartoris  puis traverse la rue de l'Aigle, la rue Pierre-Joigneaux, l'avenue Joseph-Froment et l'avenue Foch.
Elle se termine au pont de la Puce. Au-delà, elle se prolonge à Colombes sous le nom d'avenue Henri-Barbusse, ancienne « route de Paris ».

## Origine du nom
Elle rend honneur à Charles de Gaulle (1890-1970), général, chef de la France libre et président de la République française de 1959 à 1969.

## Historique

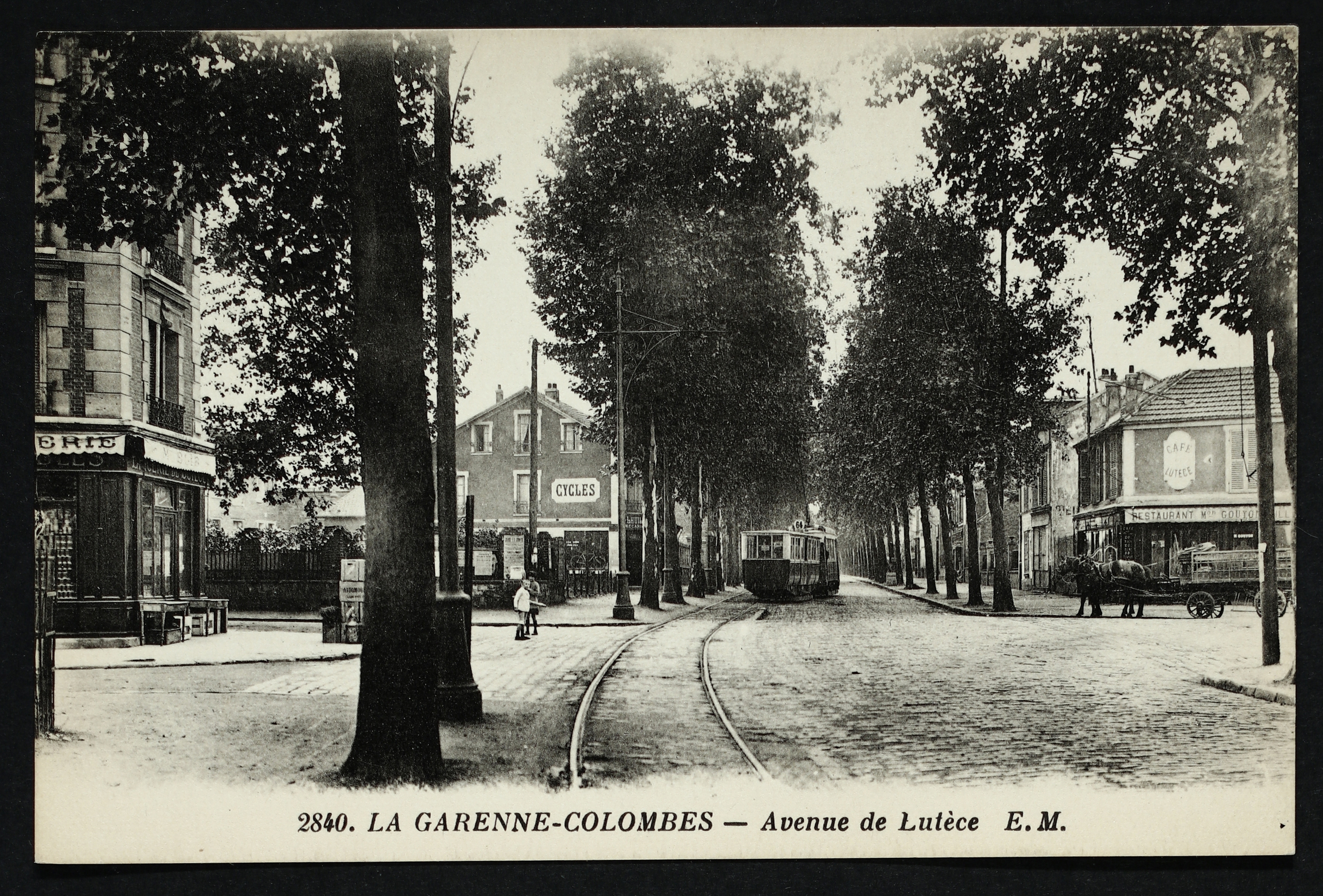
La Garenne-Colombes - Avenue de Lutèce, rails du tramway.

Cette voie fait primitivement partie de l'« avenue de Lutèce », qui traverse aussi Courbevoie du nord au sud par l'actuelle rue de Colombes.
Lors des bombardements de Paris et de sa banlieue durant la Première Guerre mondiale, le 21 mars 1915, un raid de dirigeables ciblent le no 127 sans faire de victime.

## Bâtiments remarquables et lieux de mémoire

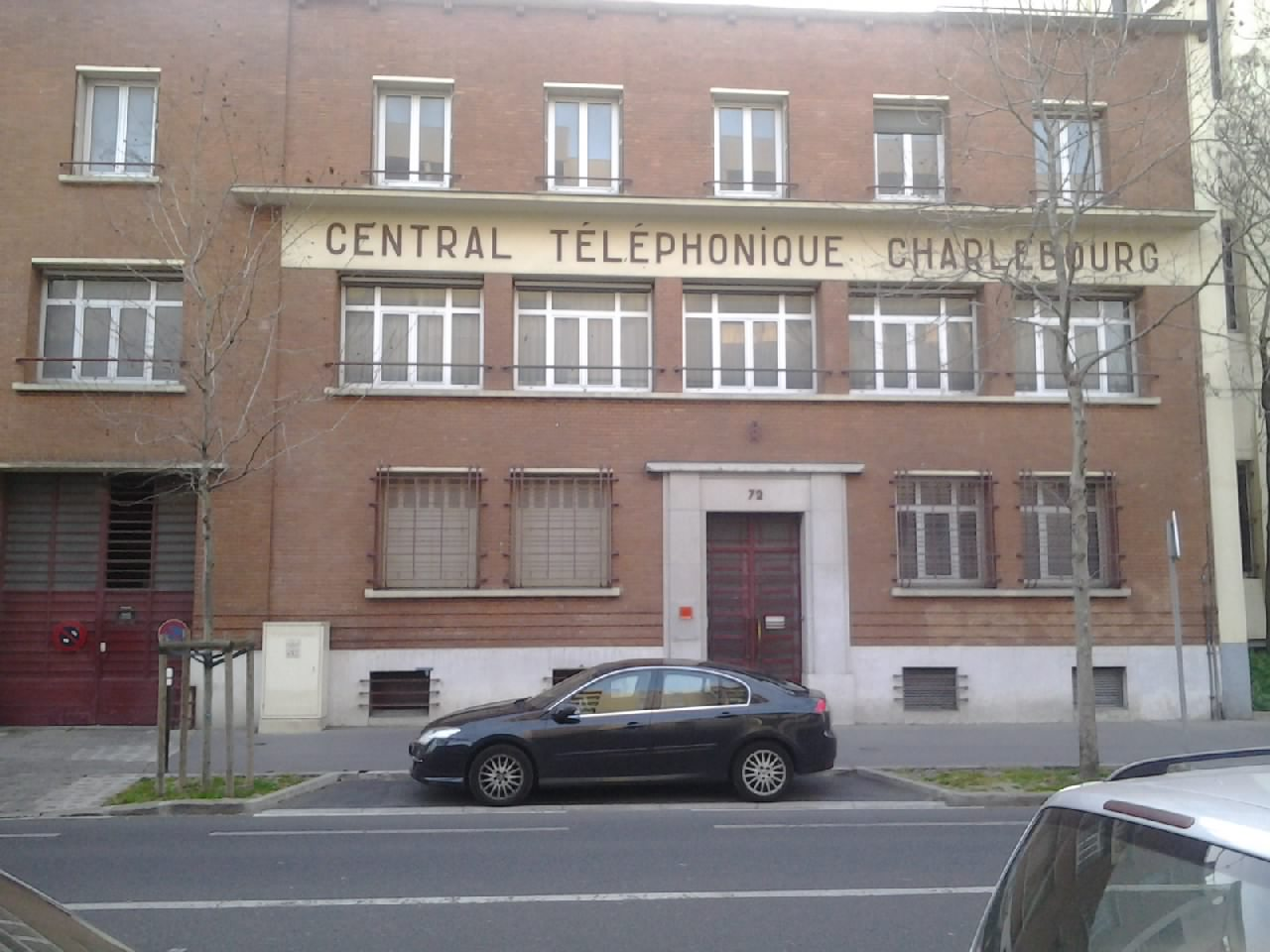
Central téléphonique Charlebourg (CHA, STA), mars 2014.

- Le militant anarchiste et syndicaliste Pierre Ruff y habite en 1910[4].
- Central téphonique Charlebourg qui gérait les indicatifs téléphoniques CHA et STA.